# Volga-Flot-Tur
Volga-Flot-Tur (russisch Волга-Флот-Тур, englisch Volga-Flot-Tour Travel Company) ist ein russisches Flusskreuzfahrtunternehmen. Die Tochtergesellschaft der russischen Wolga-Reederei mit Sitz in Nischni Nowgorod befährt mit ihren Schiffe die Newa und die Wolga von Sankt Petersburg bis Astrachan sowie die Kama und den Don.

## Das Unternehmen
Das 1999 gegründete Unternehmen Volga-Flot-Tur ist in Russland einer der größten Betreiber von Flusskreuzfahrtschiffen. Die Flotte besteht aus dem in Russland einzigem SPA-4-Decks-Flusskreuzfahrtschiff Mikhail Frunze, vier in Österreich hergestellten 4-Decks-Flusskreuzfahrtschiffen (Fyodor Shalyapin, Semyon Budyonnyy, Georgiy Zhukov und Aleksandr Pushkin) der Intourist-Klasse, dem modernisierten SPA-3-Decks-Flusskreuzfahrtschiff Kapitan Pushkaryov sowie Ausflugsschiffen: einem Motorschiff-Katamaran Otdykh-1, Moskva-13 und Moskva-72. Im Oktober 2011 gab die UCL Holding bekannt, dass Vodohod, Vodohod-Sankt-Petersburg und Volga-Flot-Tur unter der einheitlichen Handelsmarke Vodohod («ВодоходЪ») vereinigt werden, die dann die Hälfte der Flusskreuzfahrtschiffe Russlands betreiben.
Die Stellen und Büroarbeitsplätze der Volga-Flot-Tur bleiben erhalten.

## Flotte
Die Volga-Flot-Tur-Schiffe fuhren unter russischer Flagge, Eigentümer waren die Wolga-Reederei (Wolschskoje Parochodstwo), OOO Vodohod und ihr Heimathafen war Nischni Nowgorod.
| Name               | Bild | Baujahr | Verdrängung | Länge  | Fahrgäste | Bauwerft                                                       | Bemerkungen                                                                         |
| Mikhail Frunze     |      | 1980    | 4.080       | 135,80 | 254       | Slovenske Lodenice n.p., Komarno                               | Typ Valerian-Kuybyshev-Klasse (Projekt 92-016)                                      |
| Semyon Budyonnyy   |      | 1981    | 4.080       | 135,8  | 300       | Slovenske Lodenice n.p., Komarno                               | Valerian-Kuybyshev-Klasse (Projekt 92-016)                                          |
| Georgiy Zhukov     |      | 1983    | 4.080       | 135,8  | 293       | Slovenske Lodenice n.p., Komarno                               | Valerian-Kuybyshev-Klasse (Projekt 92-016)                                          |
| Aleksandr Pushkin  |      | 1974    | 2099        | 110,10 | 198       | Österreichische Schiffswerften AG                              | Maksim Gorkiy – Projekt Q-040                                                       |
| Kapitan Pushkaryov |      | 1960    |             | 96,2   | 200       | Narodny Podnik Skoda Komarno (Slovenske Lodenice n.p. Komarno) | Oktyabrskaya Revolyutsiya – Projekt 26-37; ex* XXI Syezd KPSS                       |
| Otdykh 1           |      | 1973    | 856         | 74,5   | 1000      | "Der 40. Jahrestag des Oktobers"-Werft                         | Projekt R-80 (russ. Р-80); es gab noch eine Otdykh ohne lfd. Nummer, auch Katamaran |